# Love → Building on Fire
«Love → Building on Fire» (léase como «Love Goes to Building on Fire») es una canción interpretada por la banda estadounidense Talking Heads. El sencillo precedió al álbum debut de la banda por siete meses y fue grabado antes de que el tecladista y guitarrista Jerry Harrison se uniera a la banda. Como el sencillo fue la primera pieza musical lanzada comercialmente por la banda, su lanzamiento se cita como un hito en la historia de la banda en su entrada al Salón de la Fama del Rock and Roll.

## Lanzamiento
La canción fue publicada como sencillo el 25 de febrero de 1977 por Sire Records. «Love → Building on Fire» no apareció en ninguno de los álbumes de estudio originales de la banda, aunque más tarde se incluyó en su álbum recopilatorio Sand in the Vaseline: Popular Favourites (1992), en la caja recopilatoria Once in a Lifetime (2003), y como un bonus track en la reedición de Talking Heads: 77.
Una grabación en vivo de la canción aparece en su álbum en vivo The Name of This Band Is Talking Heads (1982).

## Recepción de la crítica
En una reseña retrospectiva para Ultimate Classic Rock, Allison Rapp encontró el “enfoque de guitarra acústica rebotante” de la canción como “inusual”. Matt Has An Opinion escribió: “Es bastante simple, y se puede decir que es muy poca producida / aficionado limítrofe, pero aún así es divertida”. Malcolm Jack de The Guardian la incluyó en su lista de las 10 mejores canciones de Talking Heads. Michael Gallucci de Ultimate Classic Rock clasificó «Love → Building on Fire» como la octava canción en su lista de las 10 mejores canciones de Talking Heads, elogiando el “gancho en la canción que contrasta con las tendencias DIY más punk del grupo”. En Far Out Magazine, Jack Whatley la posicionó en el puesto #8 en su lista de las 20 mejores canciones de todos los tiempos de David Byrne. Whatley sintió que la canción “se ve afectada por la producción de rock tradicional de Tony Bongiovi”, pero reconoció que “las características distintivas de lo que haría grande a la banda ya estaban impresas en su música”.

## Lista de canciones
Todas las canciones escritas y compuestas por David Byrne.
1. «Love → Building on Fire» – 2:58
2. «New Feeling» – 3:10